# 12 Batalion Zaopatrzenia

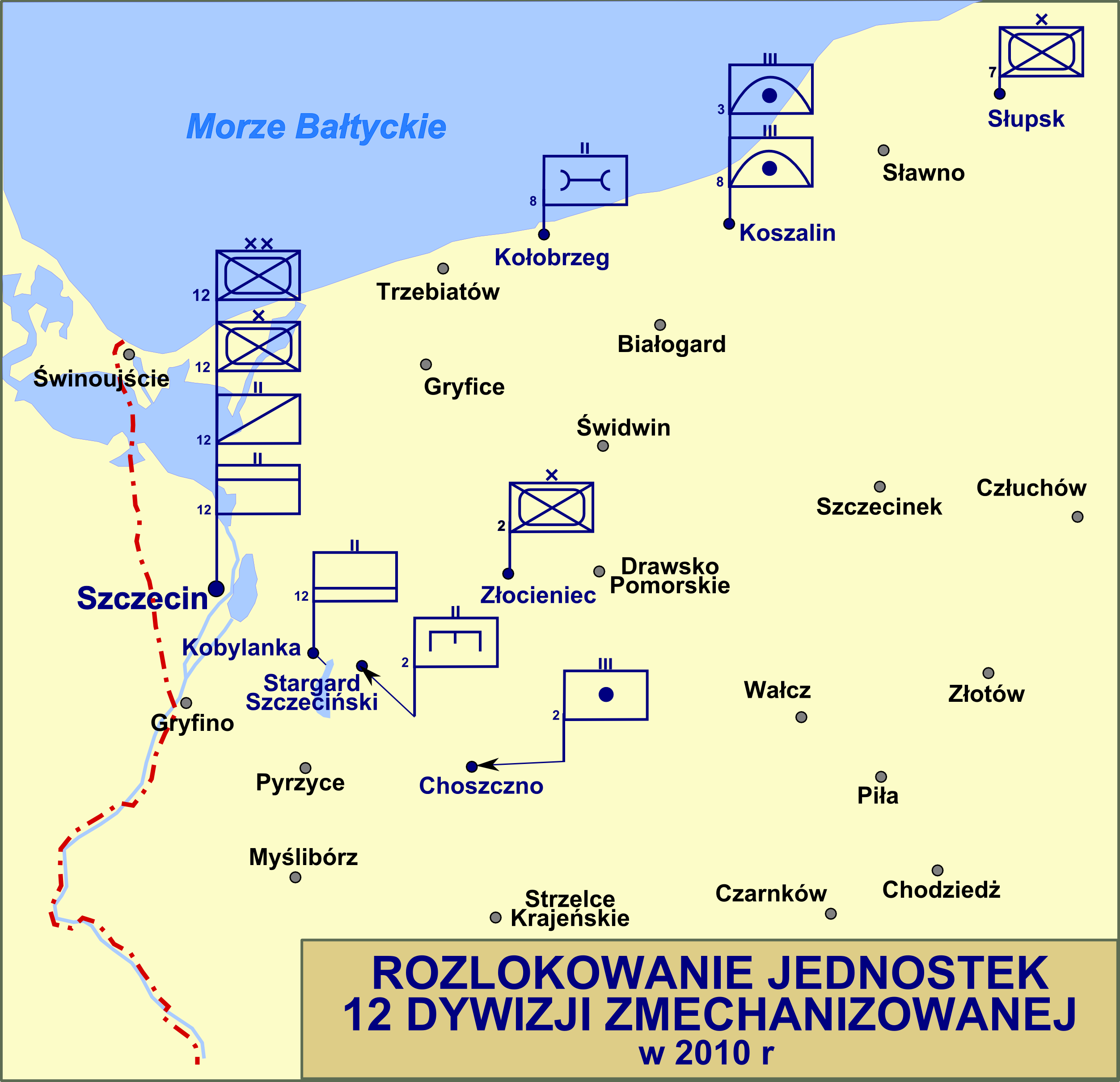
Rozlokowanie jednostek 12 DZ w 2010 r

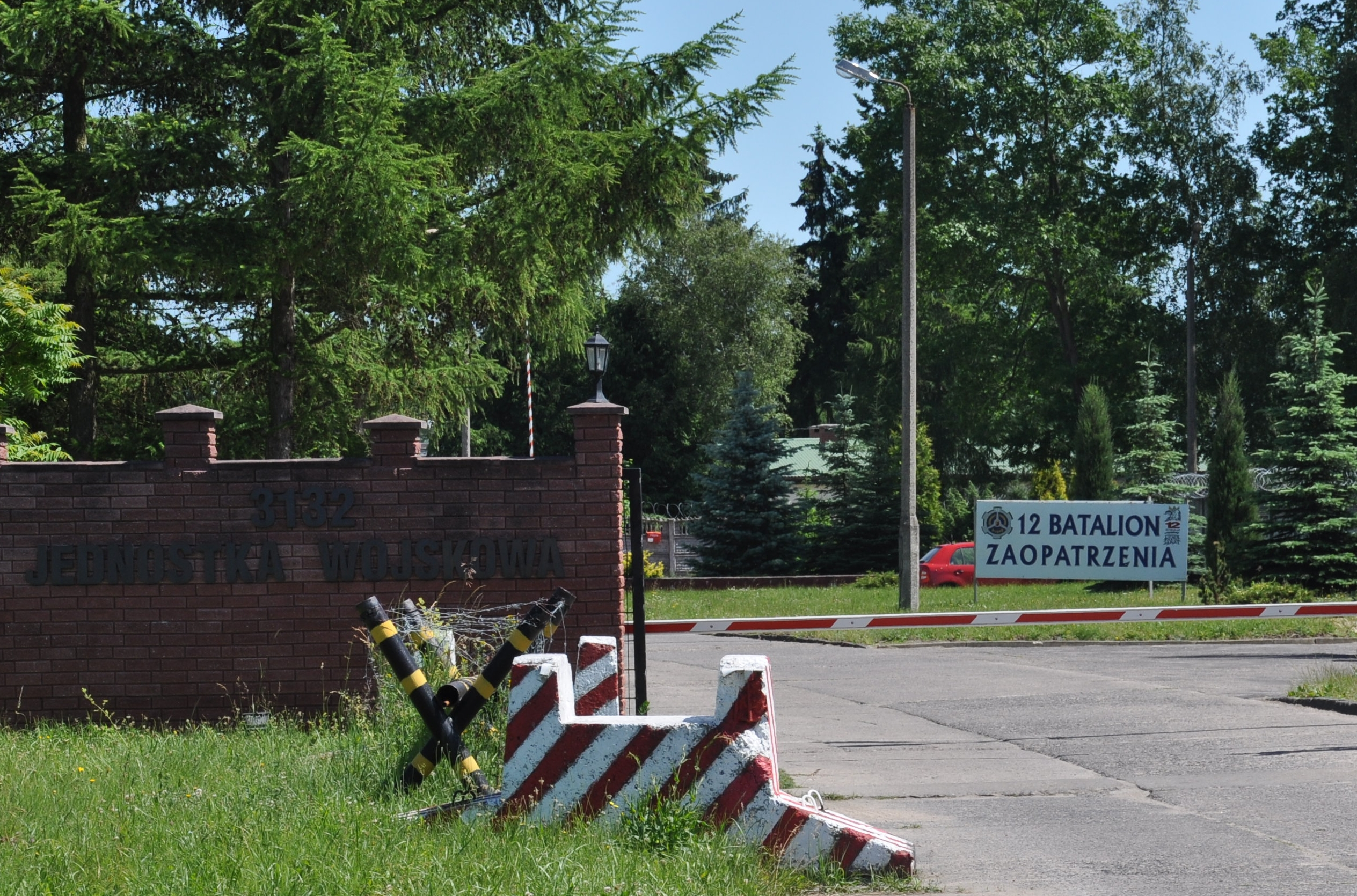
W tych koszarach stacjonował 12 bzaop

12 Batalion Zaopatrzenia (12 bzaop) – były pododdział logistyczny SZ RP.
W 1996 na bazie 14 Batalionu Zaopatrzenia sformowany został 12 Batalion Zaopatrzenia 12 Dywizji Zmechanizowanej. W grudniu 1999 jednostka przeniesiona została do zwolnionego kompleksu koszarowego w Kobylance.
W związku z reorganizacją w Siłach Zbrojnych RP, z dniem 15 czerwca 2011 roku batalion został podporządkowany komendantowi 1 Regionalnej Bazy Logistycznej. Dnia 9 listopada pożegnano sztandar a z dniem 31 grudnia 2012 r. batalion został rozformowany.

## Tradycje batalionu
1 grudnia 1997 batalion przyjął dziedzictwo tradycji niżej wymienionych pododdziałów:
- samodzielna drużyna samochodowa 12 Dywizji Piechoty (1945–1948),
- samodzielny pluton samochodowy 12 Dywizji Piechoty (1948–1951),
- 70 kompania samochodowa 12 Dywizji Piechoty (1951–1955),
- 46 batalion samochodowy 12 Dywizji Zmechanizowanej (1955–1961),
- 46 batalion transportowy 12 Dywizji Zmechanizowanej (1961–1967),
- 14 batalion zaopatrzenia 12 Dywizji Zmechanizowanej (1967–1996).

Tą samą decyzją Minister Obrony Narodowej ustanowił dzień 10 listopada dorocznym Świętem jednostki.

## Dowódcy batalionu
- ppłk Krystian Dyduch
- ppłk dypl. Wiesław Jadacki
- ppłk Mariusz Rutczak[6][7]
- ppłk mgr inż. Mieczysław Spychalski[8]
- p.o. kpt. Ireneusz Ciechacki[6]